# DKW Schnellaster
 (décembre 2020).
Si vous disposez d'ouvrages ou d'articles de référence ou si vous connaissez des sites web de qualité traitant du thème abordé ici, merci de compléter l'article en donnant les références utiles à sa vérifiabilité et en les liant à la section « Notes et références ».
Le DKW Schnellaster (ou Schnell-laster) est une fourgonnette de petites dimensions produite sous plusieurs dénominations par le constructeur allemand DKW entre 1949 et 1962. C'est le premier véhicule aux quatre anneaux construit par DKW après la Seconde Guerre mondiale.

## Histoire

### Contexte
Après la constitution, le 3 septembre 1949, de la nouvelle société Auto Union GmbH à Ingolstadt par l'ancienne direction d' Auto Union établie en Saxe, la direction de la société voulut reprendre la production d'automobiles dans les plus brefs délais. Les deux premiers véhicules produits par la nouvelle Auto Union furent la moto RT125 et une fourgonnette de la famille Schnellaster. Cette fourgonnette a été choisie comme étant le véhicule idéal pour la renaissance d'Auto Union attendu que la nécessité première de l'époque n'était pas de déplacer des personnes mais d'approvisionner les biens et matériaux pour la reconstruction du pays grandement détruit par les bombardements.
Parmi les contraintes fixées par la direction d'Auto Union, pour cette nouvelle fourgonnette, il y avait celle de réutiliser l'antique plateforme du DKW F8 mise au point en 1937. Seules des adaptations très mineures et peu onéreuses étaient autorisées comme l'adoption d'un circuit de freinage hydraulique. Même le moteur du « F8 » fut réutilisé bien que retourné de 180 degrés pour permettre le montage de la cabine « avancée » et de mieux utiliser le volume de chargement. Le réservoir de carburant fut placé à l'avant, sous le parebrise. Le dessin de la carrosserie, peu commun et très tourmenté est dû à Kurt Schwenk, un collaborateur de l'ancienne Auto Union.
Le premier prototype a été présenté à la direction de la société durant l'été 1948. Le premier exemplaire de pré-série fut exposé à la Exportmesse de Hanovre sous l'appellation « F89 L », dénomination qui sera reprise pour la première série du Schnellaster.
La production et la commercialisation du véhicule a débuté en juillet 1949.

## Modèles

### DKW F89 L

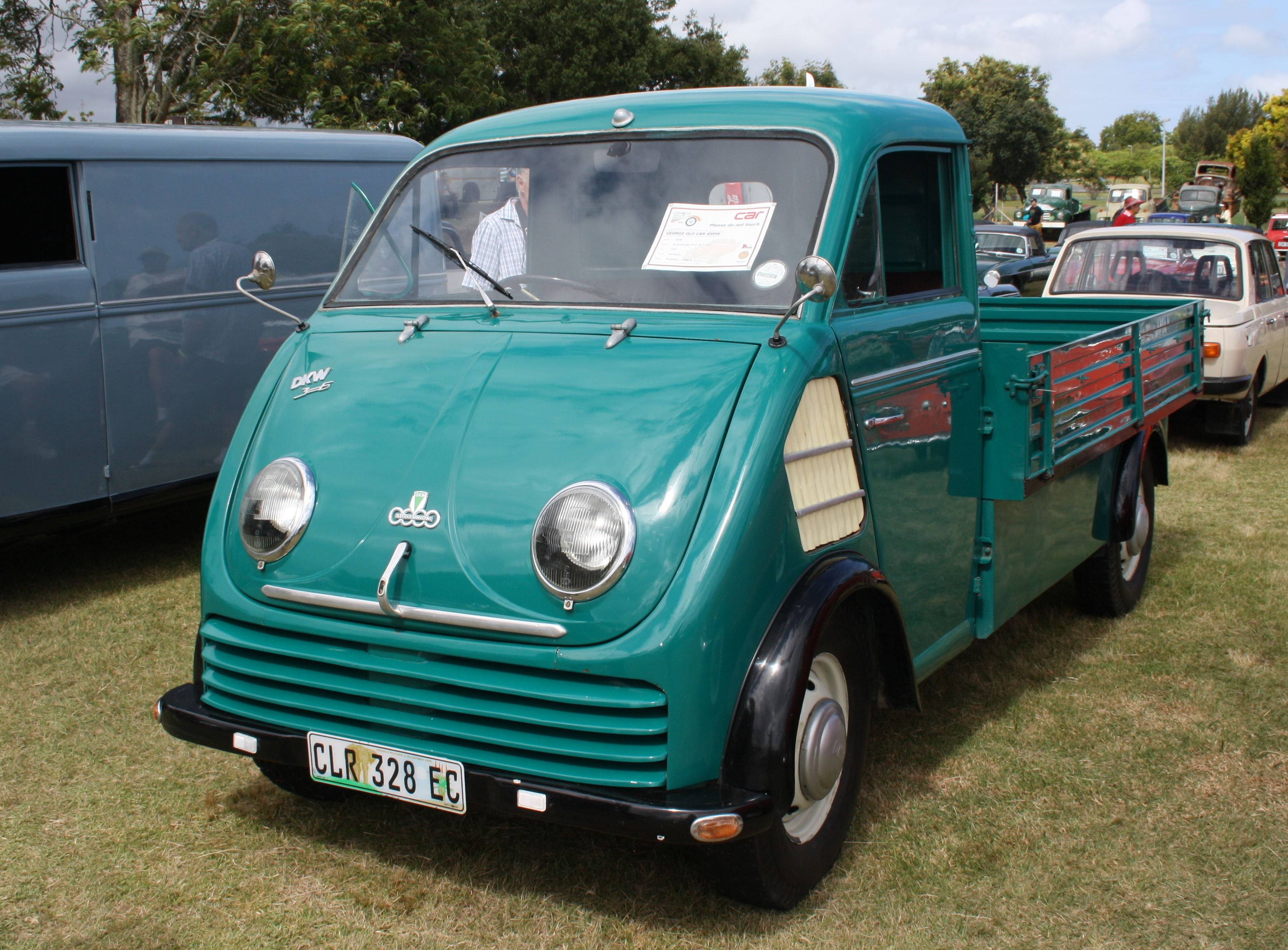
DKW F89L Schnellaster pick-up.

#### Caractéristiques
Pour le premier modèle Schnellaster, avec la marque DKW, Auto Union a voulu proposer un véhicule avec des caractéristiques novatrices, notamment au niveau du design, avec une cabine avancée (à noter que le Citroën TUB et le Chenard et Walcker T60 datant de 1939 présentent tous deux des cabines avancées).
Malgré un dessin de carrosserie peu commun à la face avant tourmentée, le principe de la cabine avancé fut très apprécié en Allemagne au point d'être adopté par les concurrents dont Volkswagen pour le Transporter Typ 2, surnommé « Bulli ». La véritable nouveauté résidait plutôt dans la position transversale du moteur et la traction avant, une découverte pour les constructeurs allemands.
Le poste de conduite du F89 L était assez novateur avec le volant presque horizontal et le levier de vitesses placé très loin sous le tableau de bord.
Mécaniquement, le F89 L conservait un châssis composé de longerons en acier. Le train arrière rigide était conçu et fabriqué par la société spécialisée dans la production d'essieux Hahn. Le moteur était l'antique bicylindre à deux temps de 684 cm3 développant 20 ch à 3 600 tr/min autorisant une vitesse maximale de 78 km/h. La boîte de vitesses manuelle était à trois rapports non synchronisés.

#### Production
Durant les premiers mois de fabrication du F89 L, la carrosserie était produite par la société Drautz de Heilbronn, et transportée à l'usine à Ingolstadt. Dès son lancement, le F89 L fut proposé en de très nombreuses versions et variantes de carrosserie comme la fourgonnette tôlée, le Kombi avec cabine double et plateau arrière type pick-up, Minibus et la version Pritschenwagen, pick-up disponible avec deux hauteurs de ridelles, deux empattements (2,5 et 3 m), bâché ou pas. Le constructeur proposait également la livraison du châssis nu à faire carrosser. En raison de la trop faible puissance du moteur, il fut proposé plusieurs boîtes de vitesses avec des rapports plus ou moins courts afin de pouvoir utiliser le véhicule même en montagne à pleine charge. La vitesse était alors réduite à 55 km/h sur le plat.
La production de toute l'année 1949 fut de 504 exemplaires et à partir de janvier 1950, la production des carrosseries fut déplacée à Ingolstadt. L'année suivante, le constructeur proposa une nouvelle version la Metzgerwagen, une sorte de pick-up pour le transport d'animaux, et la Kofferwagen, un fourgon en partie revêtu de bois. En septembre, la puissance du moteur fait un bon de 20 à 22 ch.

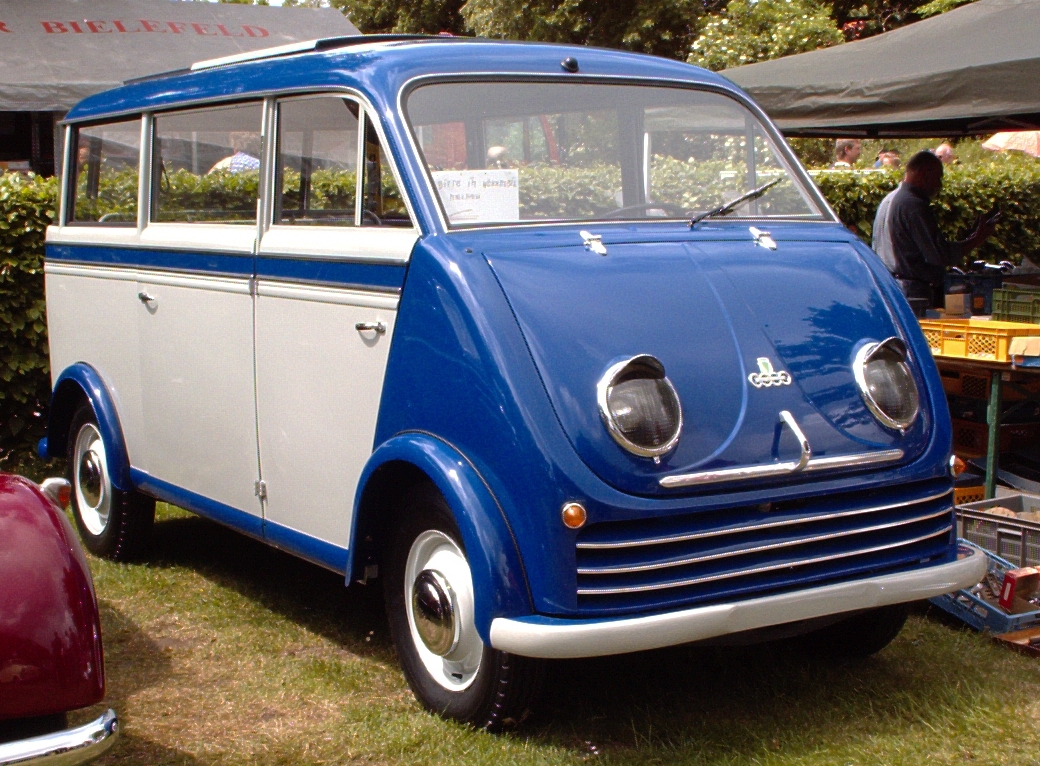
F89 L/52 en version Luxusbus.

En 1951, le système de démarrage à dynamo est remplacé par une bobine d'allumage.
En mai 1952, le fourgon F89 L bénéficia d'une remise à niveau conséquente : 
- une nouvelle boîte de vitesses fait son apparition, dotée de quatre rapports mais toujours non synchronisés, l'embrayage multidisque à bain d'huile est remplacé par un embrayage classique monodisque à sec ;
- les voies sont augmentées de 14 cm et l'empattement de 25 cm passant de 2,50 à 2,75 m.

Ces modifications imposent une nouvelle homologation et le véhicule est renommé F89 L/52. À cette occasion, la fourgonnette s'enrichit de nouveaux passages de roues plus prononcés et une nervure centrale très marquée apparaît sur le capot moteur. En fin d'année, la version minibus baptisée « Luxusbus » fait son apparition.
En avril 1954, la fabrication du modèle est arrêtée dans l'usine d'Ingolstadt. Le modèle ne sera fabriqué que par le constructeur espagnol IMOSA dans son usine de Vitoria-Gasteiz qui poursuivra la production du F89 L/52 jusqu'en 1963.

### DKW F800/30
Dès l'arrêt de la fabrication du F89 L/52, l'usine allemande s'est structurée pour produire le modèle F800/30. La mise au point de ce nouveau modèle a été très tourmentée, notamment à cause des opinions divergentes de la direction sur le projet et les caractéristiques du véhicule. En effet, alors que Kurt Schwenk, auteur du premier Schnellaster voulait imposer un modèle entièrement nouveau, en partant de zéro, projet codifié « F855 », le chef de projet Karl Jentschke était d'une opinion totalement opposée. Il voulait simplement mettre à niveau l'ancien modèle, considéré par les beaucoup de professionnels comme né déjà obsolète et ne répondant pas aux besoins. La décision fut prise par un des dirigeants historiques d'Auto Union, Carl Hahn, qui opta pour la solution la plus conservatrice, validant l'idée de Jentschke. C'est ainsi qu'arriva la nouvelle fourgonnette F800/30, aussi appelée simplement Type 30.

#### Caractéristiques

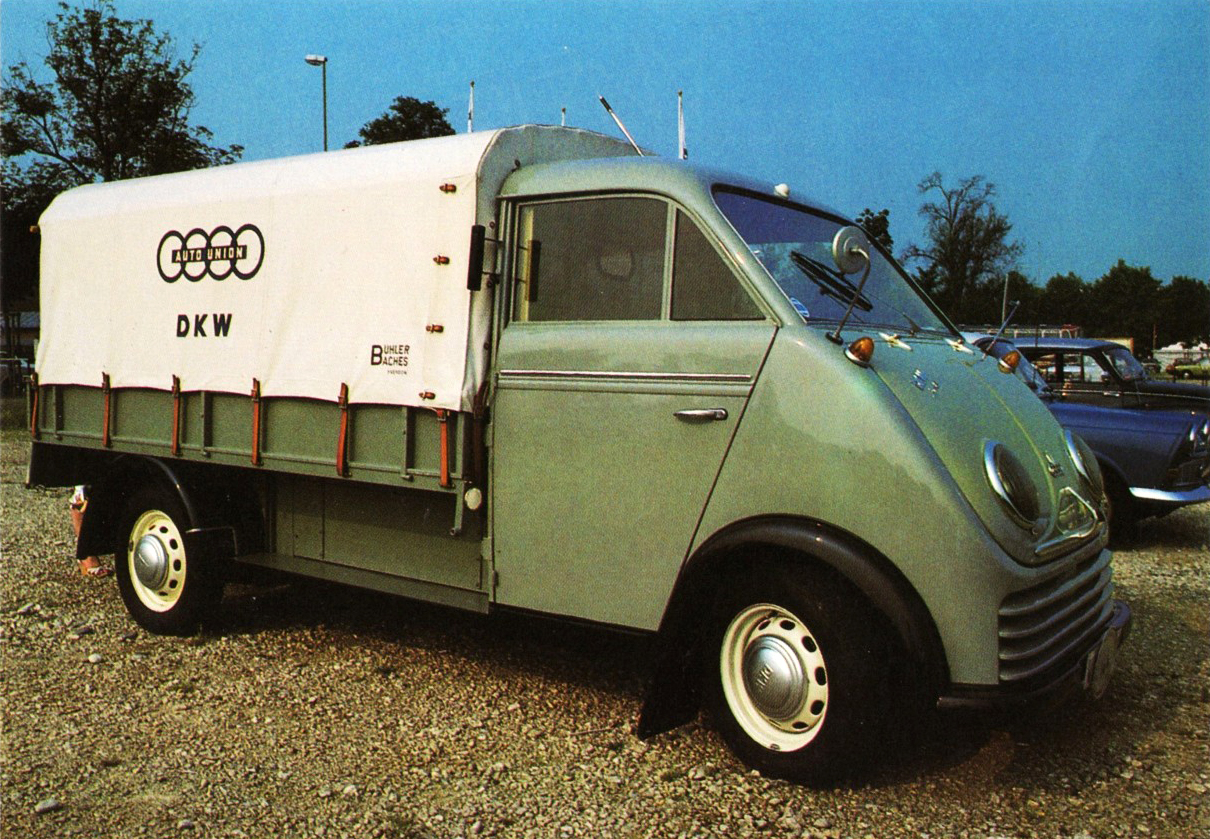
F800/30 en version Pritschenwagen (pick-up bâché).

Par rapport à l'ancien Schnellaster, le Type 30 ne reçoit que quelques modifications de détail comme la grille de calandre amovible pour faciliter l'accès aux éléments à contrôler dans le compartiment moteur. La principale nouveauté est le nouveau moteur qui, bien que toujours bicylindre, bénéficie d'une culasse en aluminium avec des chambres hémisphériques et une cylindrée passée de 684 à 792 cm3 et surtout une puissance passée de 22 à 30 ch à 3 800 tr/min, régime très bas pour un moteur à deux temps comparé aux concurrents.
Le système de freinage resta avec ses quatre tambours mais de plus gros diamètre, tandis que le châssis resta le même légèrement renforcé. La boîte de vitesse a été conservée, toujours à 4 rapports non synchronisés.

#### Production
La production du Type 30 débuta en mai 1954. Comme son prédécesseur, la gamme était plutôt riche en versions et variantes avec la fourgonnette traditionnelle Kastenwagen, la version minibus à 80 places, la version Kombi avec deux ou quatre vitres latérales, le pick-up à empattement normal de 2,75 m ou long de 3,0 m, et la version Viehtransporter, pour le transport du bétail et la version châssis nu. Plus tard, les versions dédiées ambulance et pompiers ont fait leur apparition.
La production du F800/30 - Type 30 ne dura que quatorze mois. En juillet 1955, après avoir produit seulement 6 009 exemplaires, il sera remplacé par le F800/3. Ce fut un terrible échec pour le constructeur.

### DKW F800/3

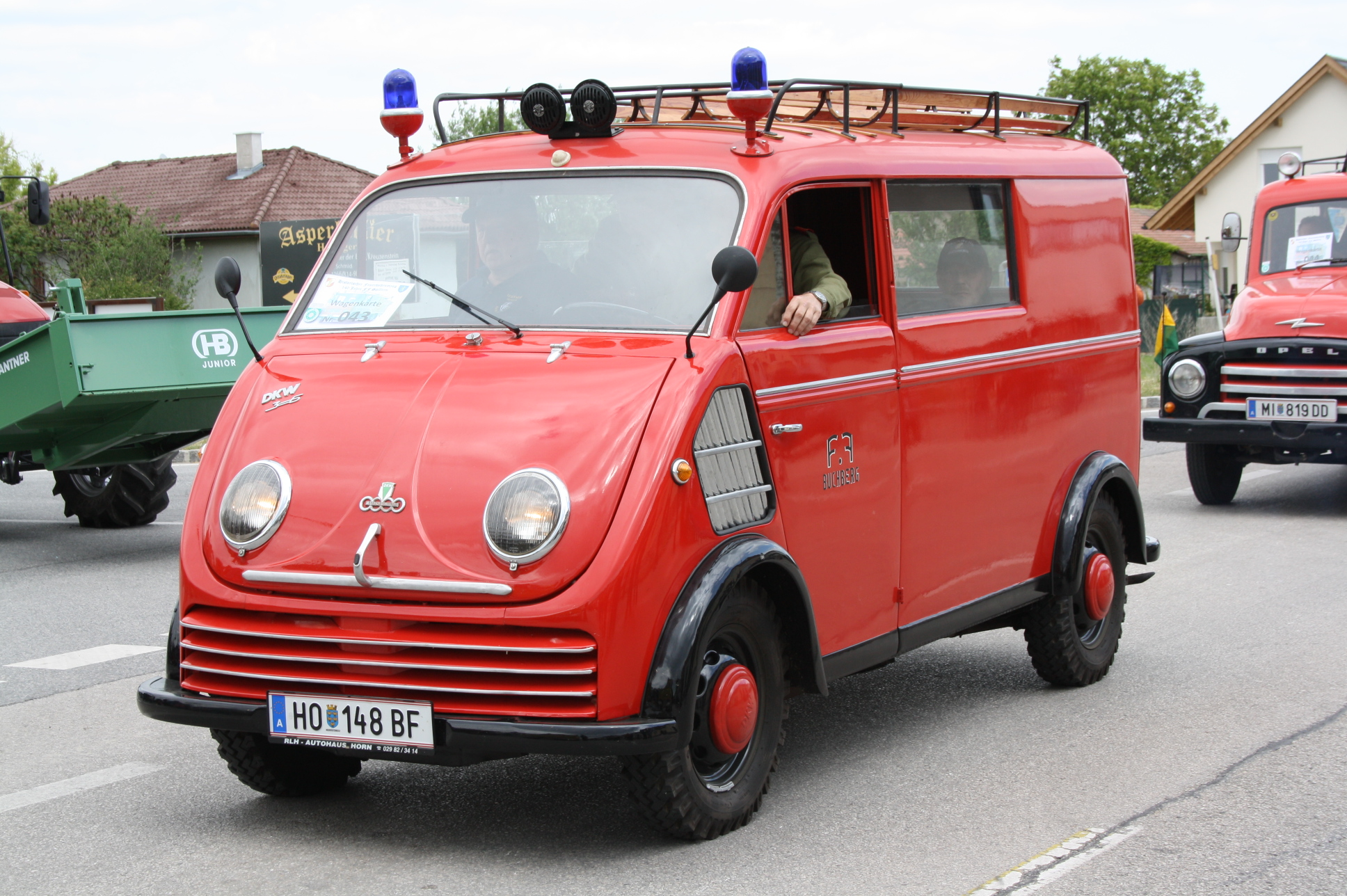
F800/3 Kombi en version pompiers.

Avec l'arrivée du nouveau F800/3 en juillet 1955, le constructeur insista sur la nouveauté mécanique qui l'habitait. L'ancien et critiqué bicylindre était enfin remplacé par un tricylindre de 896 cm3 dérivé du moteur de la DKW F91 dont la puissance était bridée à 32 ch, officiellement pour en réduire la consommation (excessive sur la voiture ?). Il n'en demeure pas moins vrai que les prestations du véhicule avec ce nouveau moteur restaient les mêmes, charge utile insuffisante et vitesse trop faible. Seule la consommation d'essence chuta de 14 à 9 L aux 100 km.
Le nouveau modèle ne comportait aucune autre modification ni mise à jour que le moteur, d'où certainement son nom très proche de l'ancien modèle.
Le nombre de versions et variantes n'a pas été modifié.
Le F800/3 connut la carrière la plus longue de tous les Schnellaster de DKW, sept ans. Son allure vieillotte n'avait jamais évolué et il était toujours considéré comme dépassé par tous ses  concurrents. Pour pouvoir relancer une campagne publicitaire, en 1958, quelques retouches très parcimonieuses furent apportées comme la forme des poignées des portières et le dosage du système de freins avec une pédale moins spongieuse et un freinage plus sécurisant.
Au mois d'août 1960, la production fut arrêtée et le service commercial fut chargé de vider les stocks importants encombrant les parkings. Dès le mois de janvier 1961, les ouvriers affectés à la ligne de production ont été transférés sur la ligne de montage de la DKW Junior dont la fabrication s'arrêta en 1963. À la suite d'une commande « de sauvetage » de l'entreprise qui connaissait d'énormes difficultés financières face aux échecs répétés, une ultime série destinée à l'administration de l'Etat Fédéral fut passée pour quelques centaines de véhicules. La livraison du dernier exemplaire commandé intervint en février 1962.

### DKW Elektro-Schnellaster
Source.

Aux côtés du F800/3, DKW avait lancé une version électrique du Schnellaster. Mû par un moteur électrique de 80 V développant une puissance de seulement 6,5 ch/4,8 kW. L'alimentation était assurée par deux batteries de 210 Ah au total. Le tableau de bord incluait alors l'instrumentation adaptée comme voltmètre et l'ampèremètre. La vitesse maxi du véhicule sur le plat était de 35 à 40 km/h selon le chargement et son autonomie variait de 80 à 100 km.
Présenté au public en fin d'année 1955, l'Elektro-Schnellaster fut commercialisé à partir de 1956. Destiné exclusivement aux parcs de véhicules des administrations publiques, il ne fut jamais vendu à des clients privés. De nombreux exemplaires ont été livrés sur les îles allemandes de la mer du Nord où la loi interdit l'utilisation de véhicules thermiques.
La production pris fin en 1961 après cent exemplaires fabriqués.

### Caractéristiques techniques
| Modèle                       | F89 L                                                                         | F89 L/52                                                                      | F800/30                                                                       | F800/3                                                                        | Elektro                                                                       |
| ---------------------------- | ----------------------------------------------------------------------------- | ----------------------------------------------------------------------------- | ----------------------------------------------------------------------------- | ----------------------------------------------------------------------------- | ----------------------------------------------------------------------------- |
| Moteur                       | Essence, à 2 temps, refroidi par liquide                                      | Essence, à 2 temps, refroidi par liquide                                      | Essence, à 2 temps, refroidi par liquide                                      | Essence, à 2 temps, refroidi par liquide                                      | Électrique, refroidi par air                                                  |
| Position                     | Transversale avant                                                            | Transversale avant                                                            | Transversale avant                                                            | Transversale avant                                                            | -                                                                             |
| Nombre de cylindres          | 2 en ligne                                                                    | 2 en ligne                                                                    | 2 en ligne                                                                    | 3 en ligne                                                                    | -                                                                             |
| Alésage × course (mm)        | 76 × 76                                                                       | 76 × 76                                                                       | 78 × 83                                                                       | 71 × 76                                                                       | -                                                                             |
| Cylindrée (cm3)              | 684                                                                           | 684                                                                           | 792                                                                           | 896                                                                           | -                                                                             |
| Alimentation                 | Carburateur                                                                   | Carburateur                                                                   | Carburateur                                                                   | Carburateur                                                                   | 2 batteries 200 Ah au total                                                   |
| Rapport de compression       | 5,9:1                                                                         | 6,25:1                                                                        | 6,6:1                                                                         | 6,65:1                                                                        | -                                                                             |
| Puissance (ch à tr/min)      | 20/3 600                                                                      | 22/4 200                                                                      | 30/3 800                                                                      | 32/4 000                                                                      | 6,5 ch / 4,8 kW                                                               |
| Couple (N m à tr/min)        | 41,2/2 250                                                                    | 45/2 500                                                                      | 61,3/1 700                                                                    | 63,7/2 500                                                                    | -                                                                             |
| Traction                     | Avant                                                                         | Avant                                                                         | Avant                                                                         | Avant                                                                         | Avant                                                                         |
| Boîte de vitesses            | Manuelle 3 rapports non synchronisés                                          | Manuelle 4 rapports non synchronisés                                          | Manuelle 4 rapports non synchronisés                                          | Manuelle 4 rapports non synchronisés                                          | Électrique 4 rapports                                                         |
| Embrayage                    | Multidisque à bain d'huile                                                    | Monodisque à sec                                                              | Monodisque à sec                                                              | Monodisque à sec                                                              | -                                                                             |
| Châssis                      | Longerons et traverses en acier                                               | Longerons et traverses en acier                                               | Longerons et traverses en acier                                               | Longerons et traverses en acier                                               | Longerons et traverses en acier                                               |
| Suspensions avant            | Roues indépendantes avec lame transversale supérieure et triangles inférieurs | Roues indépendantes avec lame transversale supérieure et triangles inférieurs | Roues indépendantes avec lame transversale supérieure et triangles inférieurs | Roues indépendantes avec lame transversale supérieure et triangles inférieurs | Roues indépendantes avec lame transversale supérieure et triangles inférieurs |
| Suspensions arrière          | Essieu rigide avec barres de torsion                                          | Essieu rigide avec barres de torsion                                          | Essieu rigide avec barres de torsion                                          | Essieu rigide avec barres de torsion                                          | Essieu rigide avec barres de torsion                                          |
| Circuit freinage             | Hydraulique avec 4 tambours                                                   | Hydraulique avec 4 tambours                                                   | Hydraulique avec 4 tambours                                                   | Hydraulique avec 4 tambours                                                   | Hydraulique avec 4 tambours                                                   |
| Pneumatiques                 | 5,50 × 16                                                                     | 6,00 × 16                                                                     | 6,00 × 16                                                                     | 6,00 × 16                                                                     | 6,00 × 16                                                                     |
| Poids à vide (kg)            | 945-965                                                                       | 1 005-1 065                                                                   | 1 100-1 240                                                                   | 1 020-1 250                                                                   | 1 780                                                                         |
| Réservoir essence (L)        | 30                                                                            | 30                                                                            | 40                                                                            | 40                                                                            | -                                                                             |
| Vitesse maxi. (km/h)         | 78                                                                            | 80                                                                            | 90                                                                            | 90                                                                            | 35-40                                                                         |
| Consommation moy. (L/100 km) | 9,5 / 10,0                                                                    | 8,5 / 9,5                                                                     | 9,5 / 14,3                                                                    | 9,0 / 9,5                                                                     | 25 kWh/100 km                                                                 |
| Années de fabrication        | 07/1949-05/1952                                                               | 05/1952-04/1954                                                               | 05/1954-07/1955                                                               | 07/1955-02/1962                                                               | 1956-1961                                                                     |
| Exemplaires produits         | 17 000                                                                        | 11 263                                                                        | 6 009                                                                         | 24 529                                                                        | 100                                                                           |

### Production à l'étranger
Le DKW Schnellaster a été fabriqué sous licence par plusieurs constructeurs dans le monde. Sa production s'est d'ailleurs poursuivie après 1962, date à laquelle sa fabrication a cessé en Allemagne dans l'usine d'Ingolstadt et parfois même après le rachat en 1959 du groupe Auto Union par Daimler-Benz et revendu en 1964 à Volkswagen qui la renommera Audi.

#### Espagne

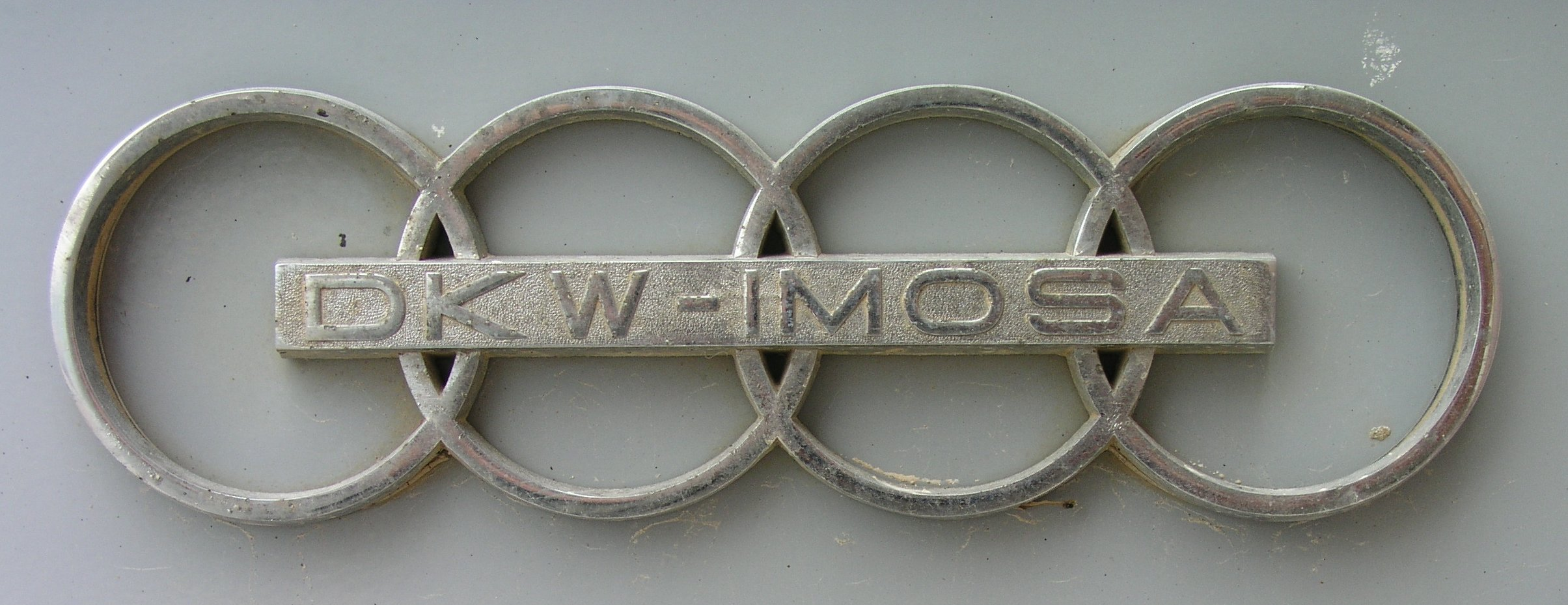
Logo Auto Union - IMOSA.

En 1954, la production du F89 L en Allemagne a été arrêtée et a été transférée en Espagne dans l'usine IMOSA de Vitoria. Une usine a été construite à cet effet à la suite de l'achat par IMOSA de la licence de fabrication à DKW. Auparavant, IMOSA avait une seule usine implantée à Barcelone. La production de la fourgonnette F89 L/52 débuta en 1955 avec une boîte de vitesses à 4 rapports. La version espagnole était en tout points identique à l'original allemand, y compris le nombre important de versions et variantes de carrosseries. Seul le logo changea.
À partir de 1960, le Schnellaster F89 L/52 fut remplacé par le F800 S. Le modèle espagnol différait de l'original allemand par plusieurs modifications esthétiques. Les phares avant ronds étaient ici entourés d'un enjoliveur ovale qui faisait office de calandre soulignée par 32 nervures horizontales. Au-dessous, au-dessus du parechocs, une grande prise d'air couvrant toute la largeur du véhicule incorporait les clignotants avant. Techniquement, par contre, on ne notait aucun changement important par rapport à l'original allemand. Seule la puissance du moteur était portée à 24 ch au lieu de 22 ch du DKW.
Au cours de l'été 1963, alors que Auto Union avait été rachetée par Daimler-Benz en 1959, la production fut stoppée dans l'usine de Vitoria pour laisser la place à un nouveau fourgon, de taille un peu supérieure, le DKW F1000L. Actuellement, le constructeur IMOSA et l'usine de Vitoria sont passés sous le contrôle de Daimler AG qui y fabrique les fourgons Mercedes-Benz Vito.

#### Finlande
En Finlande, l'usine Suomen Autoteollisuus a assemblé en 1956 dans son usine de Karis, une très petite série d'à peine dix exemplaires du DKW Schnellaster qui fut commercialisé sous la dénomination « Donau-Sisu ». Une production en série fut envisagée mais le refus de DKW de faire évoluer les caractéristiques techniques de la fourgonnette trop obsolètes mit un terme aux négociations pour l'achat d'une licence.

#### Yougoslavie

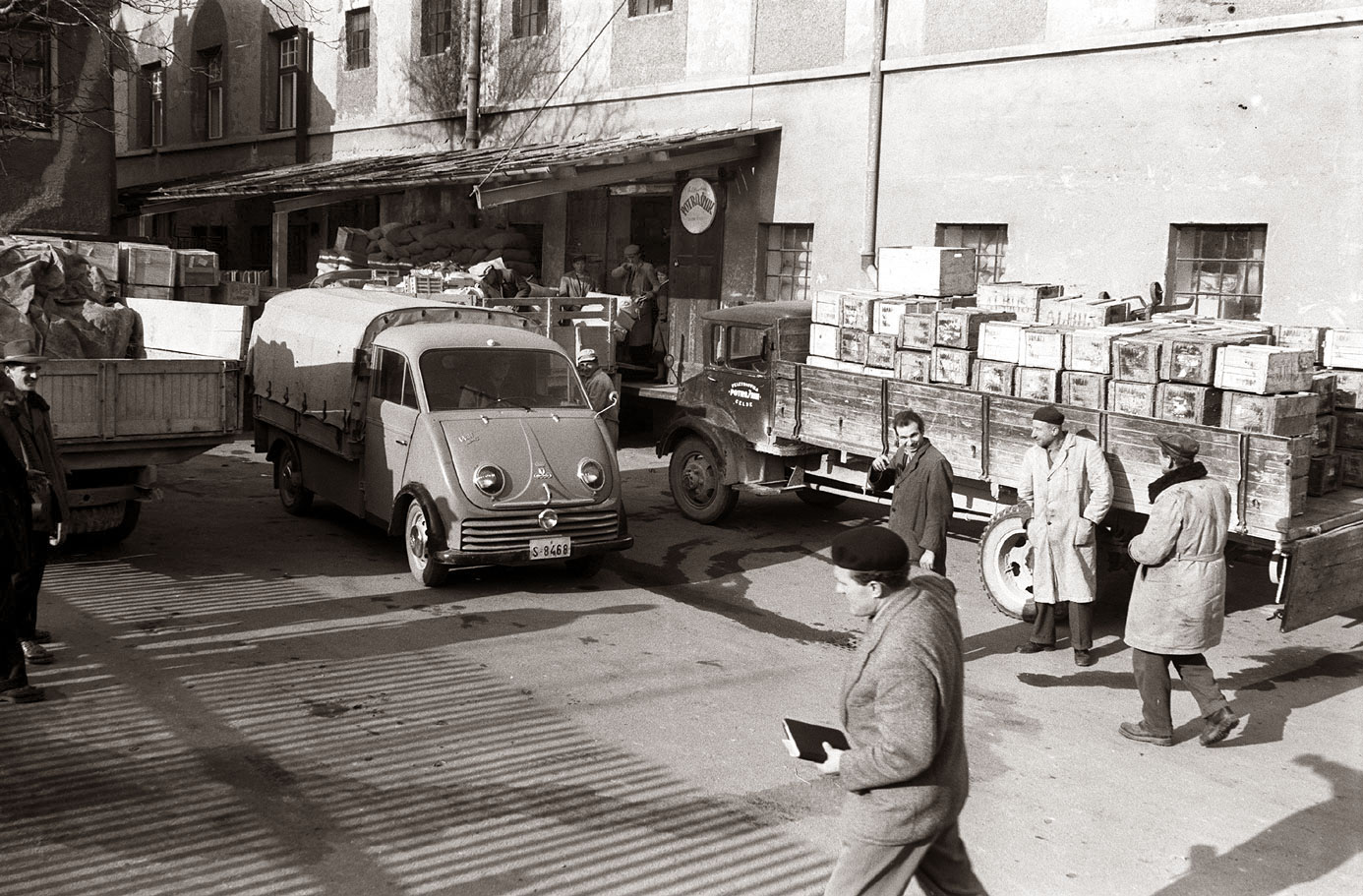
DKW Schnellaster F89L importé en Yougoslavie (1958) dans les rues de Celje.

La volonté d'Auto Union-DKW de commercialiser son Schnellaster à l'étranger et notamment dans les Balkans était très forte. La société yougoslave Autocommerce implantée en Slovénie, a obtenu les autorisations pour un importer quelques centaines d'exemplaires du DKW F89L d'Allemagne entre 1956 et 1958.
En 1958, le groupe allemand Auto Union - DKW négocie un accord de cession de licence avec la société yougoslave Moto montaža qui sera renommée « IMV - Industrija Motornih Vozil » (littéralement « Usine de production de véhicules à moteur ») en 1959 qui disposait d'une usine à Novo Mesto en Slovénie, pour assembler localement en CKD des Schnellaster F89L/52. À partir de 1961, un second accord est signé qui prévoit que DKW fournira la partie mécanique du DKW F800/3 que IMV montera sur un nouveau véhicule, de sa conception et nommé IMV Donau.
L'IMV Donau lancé en 1962, était notablement différent du modèle DKW dans toute sa partie carrosserie. S'inspirant du fourgon Fiat 1100T produit sous licence par le constructeur yougoslave Zastava implanté en Serbie, il se voulait de ligne moderne simple et carrée avec de grandes portières offrant un accès des plus aisés pour les personnes et le chargement à l'arrière. La partie mécanique était celle du DKW 800/3, un moteur tricylindre de 981 cm3 développant 40 ch, soit huit de plus que le modèle DKW. Malgré sa faible puissance, le fourgon Donau 1000 pouvait atteindre la vitesse de 100/105 km/h. Pour éviter la concurrence avec le fourgon DKW F1000L produit en Espagne aussi sous licence DKW, la licence limitait sa commercialisation aux pays de l'Est et accessoirement à l'Autriche. La production de la version IMOSA étant réservée à l'Espagne et le Portugal. Le Donau 1000 doté du moteur DKW à deux temps fut fabriqué jusqu'en 1967.
A cette époque, le groupe Auto Union qui depuis 1959 avait été racheté par Daimler AG avait été revendu à Volkswagen en 1964.
Volkswagen a décidé de ne plus fabriquer de moteurs à deux temps à partir de 1966 car trop obsolètes. Une fois le stock épuisé, dès 1968, le fourgon IMV Donau est doté d'un moteur essence Renault classique à quatre temps de 1 647 cm3 ou d'un moteur diesel Mercedes de 2 197 cm3. La production du modèle pris définitivement fin en 1972.

#### Argentine
Dès la renaissance, le 3 septembre 1949, de la nouvelle société Auto Union GmbH à Ingolstadt, le groupe automobile allemand a toujours entretenu d'excellents rapports commerciaux avec l'Argentine. Une grande quantité de véhicules produits à Ingolstadt et a Düsseldorf y ont été exportés car pendant de longues années, le constructeur n'avait jamais réussi à les produire sur place. Cette défaillance coûtait très cher car en Argentina, les dictatures se succédaient avec des lois très protectionnistes qui appliquaient de très importants droits de douane sur les importations de produits finis, notamment les automobiles. Une première tentative d'accord fut avancée avec Henry John Kaiser, patron du constructeur automobile éponyme, qui venait de se transférer du Michigan dans la ville de Còrdoba. Mais aucun accord ne fut signé. Une seconde tentative eut lieu en 1959 avec la société Siam de Buenos Aires, qui échoua également vu les conditions trop restrictives imposées par Auto Union. Un accord fut finalement négocié avec la société IASF - Industria Automotriz di Santa Fe installée à Santa Fe. La production, sous licence, du DKW Schnellaster doté du moteur DKW tricylindre d'un litre développant 45 ch, a débuté en 1962. Il était commercialisé en version fourgon, ambulance, mixte et pick-up. La fabrication pris fin en 1969 avec 3 500 exemplaires produits.